# Uniwersytet Wojskowy Ministerstwa Obrony Federacji Rosyjskiej
Uniwersytet Wojskowy Ministerstwa Obrony Federacji Rosyjskiej, Państwowa Federalna Wojskowa Instytucja Szkolnictwa Wyższego Ministerstwa Obrony Federacji Rosyjskiej „Uniwersytet Wojskowy” im. księcia Aleksandra Newskiego, ros. Федеральное государственное казенное военное образовательное учреждение высшего образования «Военный университет» имени князя Александра Невского Министерства обороны Российской Федерации - wyższa uczelnia wojskowa Federacji Rosyjskiej, podporządkowana Ministerstwu Obrony i kształcąca oficerów na potrzeby rosyjskich Sił Zbrojnych.
W oficjalnej historiografii uniwersytet jest następcą Instytutu Armii Czerwonej, założonego w 1919 roku. Szkoli oficerów dowództw operacyjno-taktycznych, zagranicznych specjalistów profilu humanitarnego (dla Wspólnoty Niepodległych Państw). Na uniwersytecie wykładane są 44 języki, posiada dostęp do Biblioteki Ministerstwa Obrony Narodowej. Skład uczelni corocznie bierze udział w Paradzie 9 maja. Jedna z najbardziej prestiżowych uczelni w rankingu szkół wyższych w Rosji. Studia są zarówno finansowane z budżetu państwa, jak i odpłatne. 
Kandydaci muszą osiągnąć wysokie wyniki na egzaminach wstępnych - minimalny wynik: historia - 35 punktów, nauki społeczne - 45, język rosyjski - 40, biologia - 39, literatura - 40, muszą także przejść badania psychologiczne za pomocą wariografu.